# Schussangst
Schussangst ist ein deutscher Spielfilm aus dem Jahre 2003 des georgischen Filmregisseurs Dito Tsintsadze nach dem gleichnamigen Roman von Dirk Kurbjuweit.

## Handlung
Der Wehrdienstverweigerer Lukas (Fabian Hinrichs) leistet seinen Zivildienst ab, indem er Essen an alte Menschen austeilt, und führt ein eher tristes und einsames Leben. Eines Tages begegnet er jedoch der ziemlich verrückten Isabella (Lavinia Wilson), die ihm in der Straßenbahn einen Zettel mit der Aufschrift „Hilf mir!“ zusteckt. Die neugierigen und zaghaften Annäherungsversuche der beiden führen schließlich dazu, dass Lukas sich in Isabella verliebt. Dass sie die ihm zugesteckte Botschaft umgehend zerrissen hat, lässt die Begegnung der beiden zunächst wie eine leichtherzige Romanze wirken.
Doch was er zunächst für ein Verhältnis zwischen ihr und einem älteren Mann hält, verwandelt sich für ihn recht schnell in die Ursache für die Botschaft in der Straßenbahn. Er findet heraus, dass Isabellas Stiefvater sie sexuell missbraucht, auch wenn sie selbst sich vor dieser Tatsache „versteckt“. Die Geschichte von dem Straßenhund, der ironischerweise gierig aus der Pfütze trinkt und nicht weiß, woher seine Schmerzen rühren, obwohl ihm ein Viertel des Kopfes fehlt, wird dabei zu einem Sinnbild für ihr eigenes Empfinden. Der eher pazifistisch eingestellte Lukas erlebt eine Entwicklungsphase des Überdenkens, die in dem Beschluss endet, sich eine Waffe zu besorgen, um Isabella vor ihrem Stiefvater beschützen oder retten zu können.
Zuvor gerät er jedoch schon ins Visier eines polizeilichen Ermittlers, der eigentlich nur den Fall eines gestohlenen Bootes aufklären will, Lucas jedoch immer wieder aufsucht, weil er in ihm eine Gefahr sieht. Über die neue Bekanntschaft einer alten Frau, die ihn beliefert, gelingt es Lukas, sich ein Präzisionsgewehr zu besorgen, und er beginnt den Umgang damit zu üben und sich seelisch auf die Tötung vorzubereiten, die er als Kriegsdienstverweigerer eigentlich ablehnt. Er hat jedoch Hemmungen und schreckt vor dem letzten Schritt zurück: Schussangst eben.
Isabellas Stiefvater leitet Seminare zum Thema Angst, die Lukas auch besucht. Somit ist er auch anwesend, als dieser noch auf der Lesebühne an einem Herzinfarkt stirbt. Seit dem Zeitpunkt sieht und hört Lukas nichts mehr von Isabella. Auf einer Mailbox hinterlässt er ihr die Nachricht, dass er vorhatte, ihren Stiefvater umzubringen, aber auch auf diese Nachrichten hin bleibt die Distanz bestehen.
Sein tragisches und überraschendes Ende nimmt der Film darin, dass Lukas seine Schussangst doch noch überwindet, wobei sich das Ziel geändert hat.
Der Film lässt immer wieder prophetische Aussagen und bedeutungsschwangere Figuren und Konstellationen auftauchen, ohne die der eigentliche Sinn des Filmes nicht erfasst werden kann. Signifikant ist dabei vor allen Dingen die Rolle des Polizisten, der anscheinend wie eine Kristallkugel die Ereignisse voraussieht bzw. Lukas regelrecht erst auf diese Idee bringt, noch bevor es plausible Gründe dafür gibt. Der „Taucher“, dem Lukas zweimal begegnet, der mit ihm „Toter Mann“ spielen will, taucht eher als skurriler Handlungsvorbote auf denn als handlungsfördernde Figur. Die politische Statue des umstrittenen nordkoreanischen Diktators Kim Jong Il, der durch den Nachbarn von Lukas als heilbringende Persönlichkeit dargestellt wird, könnte als Sinnbild für den Beschluss zur Gewalt als adäquates Mittel zur Problemlösung gedeutet werden. Im Vordergrund stehende Themen des Films sind Alter und Einsamkeit, die Angst im allgemeinen Sinne und das Augenschließen und Augenöffnen auf jeder Ebene, nicht nur auf dem des Phänomens der Schussangst.

## Auszeichnungen
- Festival Internacional de Cine de Donostia-San Sebastián: Goldene Muschel 2003

## Kuriosa
Der Film wurde in Halle (Saale) und Umgebung gedreht und gibt die topographische Situation unverändert wieder. So steht z. B. Isabellas Haus tatsächlich am Ufer der Saale. Es befindet sich im Stadtteil Kröllwitz, in der Talstraße, die ebenfalls in einer Szene vorkommt, ohne dass das Haus gezeigt wird. Die Schießübungen hält Lukas in der Saale-Elster-Aue in der Nähe von Halle ab. Die Szenen auf dem Wasser wurden im Stadtgebiet auf der Saale und ihren Nebenarmen gedreht.
Der Film „Schwerkraft“ führte Fabian Hinrichs wieder in einer Hauptrolle nach Halle. Kurioserweise tritt hier auch Thorsten Merten (Lukas’ skurriler Nachbar) in einer Nebenrolle auf.